# Jüdischer Friedhof (Philippstein)
Der Jüdische Friedhof Philippstein in Philippstein einem Stadtteil von Braunfels im mittelhessischen Lahn-Dill-Kreis in Hessen befindet sich am westlichen Ortsrand in der Nähe des örtlichen, christlichen Friedhofs in der Gemarkung   Gänsingen. Er ist über die Fortsetzung der Kirchstraße zu erreichen.

## Beschreibung
Der jüdische Friedhof Philippstein wurde um 1850 angelegt und im Jahr 1927 fand die letzte Beerdigung, von Ferdinand Rosenthal (dessen Urgroßeltern ebenfalls in Philippstein beigesetzt worden sind), statt. Auf dem Friedhof durften nur die in Philippstein lebenden jüdischen Familien beigesetzt werden.
Das Areal des Friedhofs besteht aus einer kleinen dreieckigen Parzelle. Sie wird von einem gusseisernen Tor mit Medaillonsfries verschlossen und ist heute von Hecken und Bäumen eingefasst. Die erhaltenen Grabsteine sind meist als Stelen mit bogigen Abschlüssen gestaltet.
Die Friedhofsfläche umfasst 2,77 ar und ist im Denkmalverzeichnis des Landesamts für Denkmalpflege Hessen als Kulturdenkmal aus geschichtlichen Gründen eingetragen.